# Franz Berwald
Franz Adolf Berwald (Stockholm, 1796. július 23. – Stockholm, 1868. április 3.) a 19. század egyik legjelentősebb svéd romantikus zeneszerzője. Hegedűművészként indult, a svéd udvari zenekar tagja volt, majd ortopédként, később fűrészmalom és üveggyár vezetőjeként kereste a kenyerét zeneszerzői tevékenysége mellett. 1867-től haláláig a Stockholmi Konzervatórium zeneszerzés professzora volt, halála után zeneszerzőként jobban megbecsülték, mint életében.

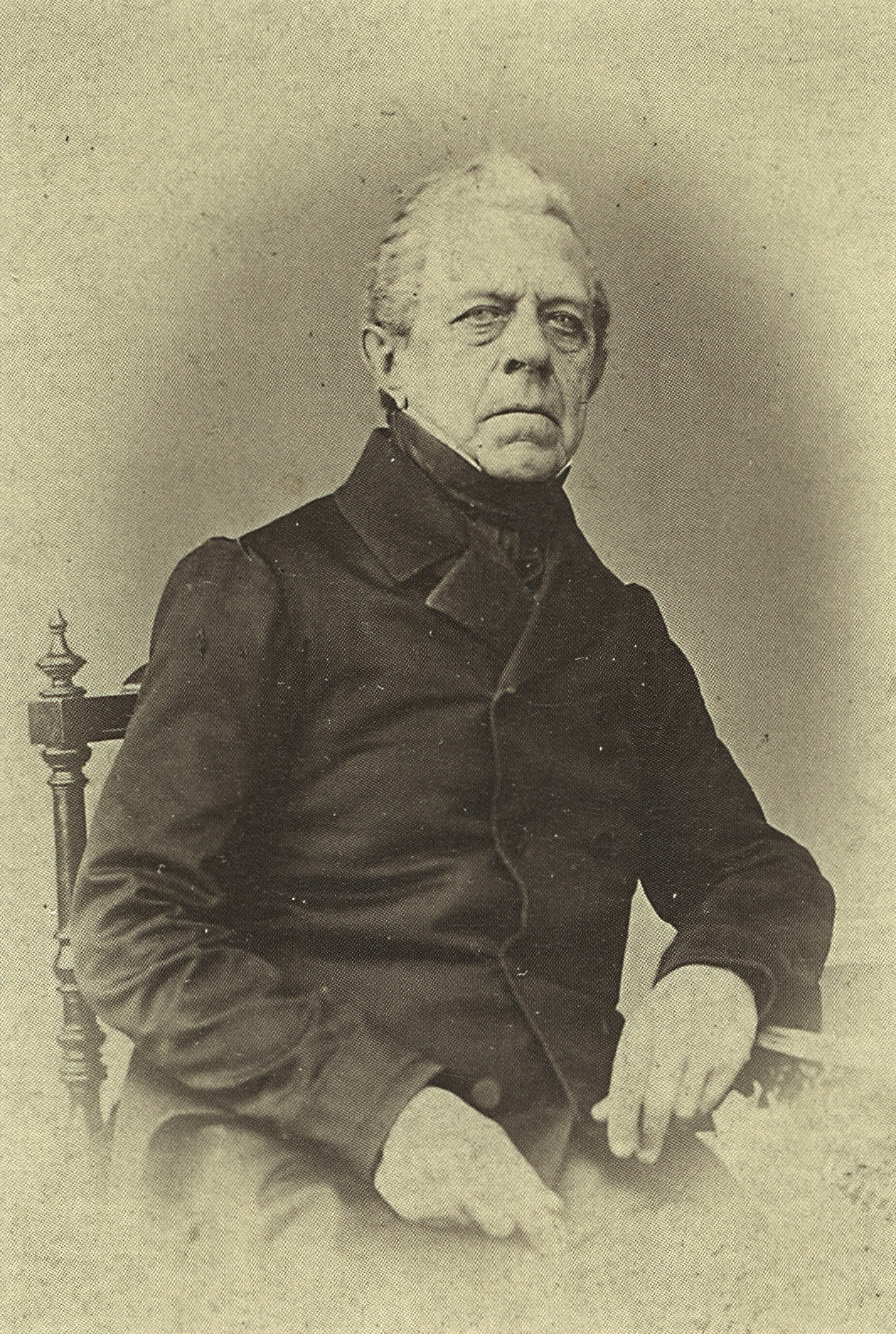
Franz Berwald az 1860-as években

## Élete
Berwald Stockholmban született, és négygenerációnyi zenész családból származott; édesapja, a Királyi Operazenekar hegedűse, fiatalon tanította Franzt hegedülni; hamarosan koncerteken is fellépett. 1809-ben XIII. Károly került hatalomra, aki visszaállította a királyi kápolnát, a következő évben Berwald ott kezdett dolgozni, hegedült az udvari zenekarban és az operában, emellett Edouard du Puy zeneszerző tanítványaként komponálni kezdett. A nyarak szezonon kívüliek voltak a zenekar számára, ekkor Berwald beutazta Skandináviát, Finnországot és Oroszországot. Akkori művei közül csak egy szeptettet és egy szerenádot tartott a későbbi éveiben is érdemes zenének.
1818-ban Berwald elkezdte kiadni a Musikalisk c. folyóiratot, amelyet később Journal de musique névre kereszteltek. Ez a folyóirat különféle zeneszerzők könnyű zongoradarabjaival és dalaival, valamint néhány saját eredeti művével jelent meg. 1821-ben hegedűversenyét testvére, August mutatta be. Nem fogadták jól; a közönség soraiból néhány ember nevetésben tört ki a lassú tétel közben.

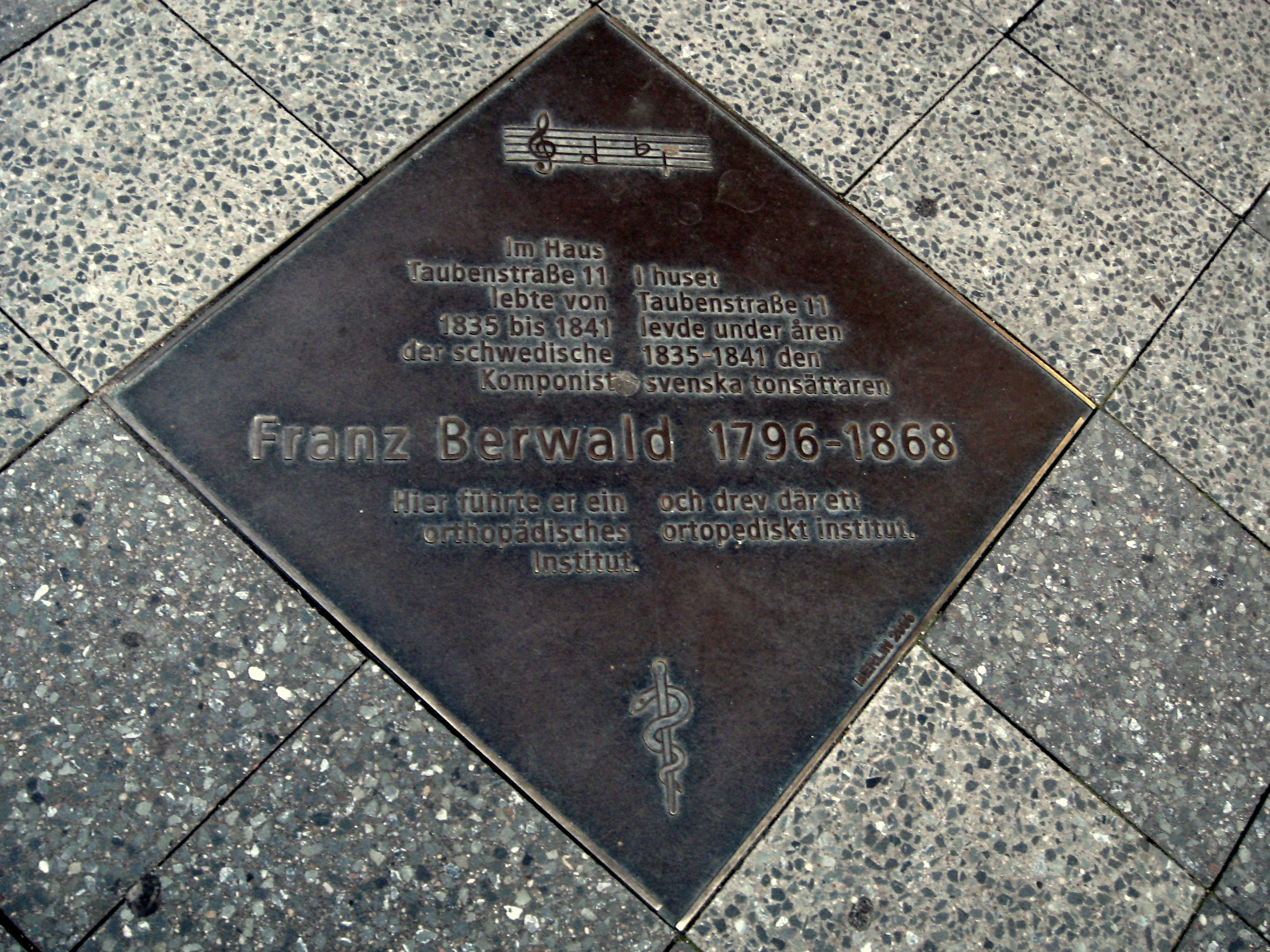
Berwald berlini idejére és ortopédiai klinikájára emlékező járólap

Családja édesapja 1825-ös halála után súlyos anyagi helyzetbe került. Berwald több ösztöndíjat is megpályázott, de csak egyet nyert el a svéd királytól, ennek segítségével Berlinben tanulhatott, ahol keményen dolgozott operáin annak ellenére, hogy esélye sem volt rá, hogy színpadra állítsák őket. A megélhetés érdekében Berwald 1835-ben ortopédiai és fizioterápiás klinikát indított Berlinben, amely jövedelmezőnek bizonyult. Az általa feltalált ortopédiai eszközök egy része még évtizedekkel halála után is használatban volt.
Berlinben töltött ideje alatt abbahagyta a zeneszerzést, és csak 1841-ben folytatta, miután Bécsbe költözött, és ott Mathilde Scherert feleségül vette. 1842-ben a Hofburg császári palotában, a Redoutensaalban szimfonikus költeményeiből összeállított hangverseny rendkívül pozitív kritikákat kapott, majd a következő három év során Berwald négy szimfóniát is komponált. Nem ezek voltak az első szimfóniái, amelyeket írt: az 1820-as évekből számos nagyobb, befejezett műve eltűnt, de fennmaradt az A-dúr szimfónia első tételének torzója.
Az I. g-moll szimfónia, a "Sérieuse" volt az egyetlen, amelyet Berwald négy szimfóniája közül már életében is előadtak, ezt 1843-ban mutatták be Stockholmban, ekkor unokatestvére, Johan Frederik vezényelte a Királyi Operaház Zenekarát. Ugyanezen a koncerten a Jag går i kloster (Belépek a kolostorba) című operettjét is bemutatták, de sikere inkább annak köszönhető, hogy az egyik szerepet a híres svéd szoprán, Jenny Lind énekelte. 1846-ban Jenny Lind énekelt Berwald egyik kantátájában is. Egy másik operettje, a Modiste 1845-ben már csak kisebb sikert aratott.
1855-ben elkészült zongoraversenye, amelyet tanítványának, Hilda Aurora Thegerströmnek szánt, aki Antoine François Marmontelnél és Liszt Ferencnél folytatta tanulmányait, viszont a mű csak 1904-ben került napvilágra, amikor Berwald unokája, Astrid előadta egy stockholmi diákkoncerten. Különösen zseniális utolsó tételében Berwald zenéje hasonlítható Robert Schumannhoz vagy Edvard Grieghez. Három tételét szünet nélkül játsszák.
Berwald zenéjét Svédországban életében még nem értékelték, sőt ellenséges kritikákat is kapott, de Németországban és Ausztriában kicsit jobban fogadták. A Mozarteum Salzburg 1847-ben tiszteletbeli tagjává választotta.
Amikor Berwald 1849-ben visszatért Svédországba, az Ångermanland-i Sandöben egy üvegművet irányított, amely Ludvig Petré amatőr hegedűművész tulajdonában volt. Ez idő alatt Berwald figyelmét a kamarazenei kompozíciókra összpontosította.
Élete során bemutatott néhány operájának egyike, az Estrella de Soria, 1862 áprilisában, a Királyi Színházban tartott premierjén szívből jövő tapsot kapott, majd ugyanebben a hónapban további négy előadáson is bemutatták. Ennek sikere után komponálta a Drottningen av Golcondát (Golconda királynője), amelynek premierje 1864-ben lett volna, de a Királyi Opera igazgatóváltása miatt ez elmaradt.
1866-ban Berwald megkapta a Svéd Sarkcsillag Rendet zenei teljesítménye elismeréseként. A következő évben a Királyi Zenei Akadémia igazgatótanácsa kinevezte Berwaldot a Stockholmi Konzervatórium zeneszerzés professzorává, de a Konzervatórium Tanácsa néhány nappal később megváltoztatta a döntést, és mást nevezett ki. A királyi család közbelépett, Berwald pedig mégis megkapta a posztot. Ekkortájt sok fontos felkérést is kapott, de ezek egy részét éltében már nem tudta megvalósítani.
Berwald 1868-ban Stockholmban halt meg tüdőgyulladásban, és ott temették el a Norra begravningsplatsenben (északi temetőben). Temetésén az I. szimfónia második tétele hangzott el.
Csak tíz évvel Berwald halála után, 1878-ban mutatták be 4. Esz-dúr szimfóniáját, a "Naív"-t (az eredetileg 1848-ra tervezett párizsi bemutatót az akkori politikai zavargások miatt lemondták). Ez a szakadék a kompozíció és az első előadás között azonban viszonylag rövid volt ahhoz képest, ami a 2. D-dúr szimfónia, a "Capricieuse" és a 3. C-dúr, "Singulière" esetében volt. Ezt a két darabot csak 1914-ben, illetve 1905-ben mutatták be.
Ulf Björlin svéd karmester és zeneszerző Berwald különböző műveit rögzítette az EMI Classics kiadó égisze alatt.

## Kritikusi értékelés
Eduard Hanslick 1869-es Geschichte des Concertwesens in Wien című könyvében úgy vélekedett Berwaldról, mint „egy ösztönző, szellemes, bizarrba hajló emberről, akiből zeneszerzőként hiányzott az alkotóerő és a fantázia”. Másrészt Ludvig Norman, Tor Aulin és Wilhelm Stenhammar zeneszerzők keményen dolgoztak Berwald zenéjének népszerűsítésén. E zenészek erőfeszítései ellenére azonban eltartott egy ideig, mire Berwaldot elismerték, Wilhelm Peterson-Berger zeneszerző-kritikus, aki a Dagens Nyheter című stockholmi újságban írt, Svédország „legeredetibb és legmodernebb zeneszerzőjének” nevezte.
1911-ben Carl Nielsen ezt írta Berwaldról: "Sem a média, sem a pénz, sem a hatalom nem károsíthatja vagy használhatja a jó művészetet. Mindig talál néhány egyszerű, tisztességes művészt, aki előretör és kiáll műveikért. Svédországban a legszebb példa erre: Berwald." A közelmúltban Robert Layton brit zenetudós 1959-ben megírta Berwald egyetlen angol nyelvű életrajzát, és máshol is részletesen tárgyalja Berwald zenéjét.
Harold Truscott brit zeneszerző Franz Berwald zenéjét tekinti annak az esetnek (Havergal Brian angol zeneszerző gótikus szimfóniájának elemzésében), amikor egy Brian-t megelőző zeneszerző "szonátatételeket írt, amelyek nem a szokásos terv szerint rendezik az eseményeket, de soha sem történnek olyan szokatlan dolgok, amelyek nem illeszthetők a szonátába. Mindig logikusak voltak, bár meglepőek, és inkább segítették, mint hátráltatták a szonáta formáját és kifejezését."
Berwald Esz-dúr vonósnégyeséről Paul Griffiths brit zenekritikus azt írja, hogy „az új formai konstrukció elérése elég figyelemre méltó, még akkor is, ha Liszt vagy Schumann egytételes szerkezetei szorosabban kötődnek egymáshoz”

## Művei

### Szimfóniák
- Szimfónia (töredék) (1820)
- 1. Szimfónia ,,Sinfonie Sérieuse” (1842)
- 2. Szimfónia ,,Sinfonie Capricieuse” (1842)
- 3. Szimfónia ,,Sinfonie singulière” (1845)
- 4. Szimfónia ,,Sinfonie naive” (1845)

## Versenyművek
- B-dúr téma és variációk hegedűre és zenekarra (1816)
- A-dúr hegedű-kettősverseny (1817)
- cisz-moll hegedűverseny (1820)
- F-dúr hangversenydarab fagottra és zenekarra (1828)
- D-dúr zongoraverseny (1855)

## Szimfonikus művek
Szimfonikus költemények:
- Slaget vid Leipzig (A lipcsei csata, 1828)
- Elfenspiel (Elf játék, 1841)
- Ernste und heitere Grillen (Komoly és vidám tücskök, 1842)
- Erinnerung an die norwegischen Alpen (A Norvég Alpok emlékei, 1842)
- Bayaderen-Fest (Bayaderen Fesztivál, 1842)
- Wettlauf (Verseny, 1842)

Esz-dúr fúga (1841)
Stor Polonéz (Grand polonaise, 1843)

## Kamaraművek
- D-dúr duó hegedűre és zongorára (1857-1860)
- B-dúr duó csellóra (vagy hegedűre) és zongorára (1858)
- A-dúr duó concertante 2 hegedűre (1816)
- C-dúr zongoratrió (1845)
- 1.Esz-dúr zongoratrió (1849)
- 2. f-moll Zongoratrió (1851)
- 3. d-moll Zongoratrió (1851)
- 4.C-dúr zongoratrió (1853)
- 1. g-moll vonósnégyes (1818)
- 2. a-moll vonósnégyes (1849)
- 3.Esz-dúr vonósnégyes (1849)
- Esz-dúr kvartett zongorára, klarinétra, kürtre és fagottra (1819)
- 1. c-moll zongoranégyes (1853)
- 2.A-dúr zongoranégyes (1850-1857)
- B-dúr szeptett klarinétra, kürtre, fagottra, hegedűre, brácsára, csellóra és nagybőgőre (1828)
- Különféle zongoradarabok

## Kórusművek
- Kantat i anledning av högtidligheterna (Az ünnepek alkalmából szegélyezett, 1821)
- Szerenád tenorra és kamaraegyüttesre (1825)
- Kantat författad i anledning av HKH Kronprinsessans ankomst till Sverige och höga förmälning (Edge HRH, a koronahercegnő svédországi érkezésének és nagy horderejűnek köszönhetően, 1823)
- Gustaf Adolph den stores seger och död vid Lützen (Nagy Gusztáv Adolf győzelme és halála Lützennél, 1845)
- Nordiska fantasibilder (Skandináv fantáziaképek, 1846)
- Gustaf Wasas färd till Dalarna (Vasa Gusztáv útja Dalarnába, 1849)
- Apoteos (Apoteózis, 1864)
- Egyéb kórus és énekművek

## Színpadi művek
- Leonida, opera (1829, elveszett)
- Jag går i kloster (Belépek a kolostorba) – kétfelvonásos operett (1843)
- Modehandlerskan (A Modiste vagy a Varró) – háromfelvonásos operett (1843)
- Ein ländliches Verlobungsfest in Schweden (Vidéki eljegyzési parti Svédországban) – kantáta (1847)
- Estrella de Soria – háromfelvonásos opera (1841-1848)
- Drottningen av Golconda (Golconda királynője) – háromfelvonásos opera (1864)

## Fúvószenekari művek
- Revue-Marsch (Revü Induló)